# Listă de piese de teatru poloneze
Aceasta este o listă de piese de teatru poloneze în ordine alfabetică. 

## A
- Adwokat i róże (Avocat și trandafiri, 1929), de Jerzy Szaniawski

## D
- Dyktator Faust de Jerzy Zawieyski
- Dwa teatry (Două teatre, 1946), de Jerzy Szaniawski

## E
- Ewa (1921), de Jerzy Szaniawski

## L
- Lekkoduch (1923), de Jerzy Szaniawski

## M
- Mąż doskonały de Jerzy Zawieyski
- Murzyn (1917), de Jerzy Szaniawski

## P
- Papierowy kochanek (1920), de Jerzy Szaniawski
- Piaskownica (Groapa cu nisip,[1] 2002) de Michał Walczak
- Piękny widok (Priveliște minunată,[2] 2000) de Sławomir Mrożek
- Podróży do wnętrza pokoju (2003), de Michał Walczak
- Ptak (Pasărea, 1923), de Jerzy Szaniawski

## R
- Rozdroże miłości de Jerzy Zawieyski
- Rzeka niedoli (1953) de Jerzy Zawieyski

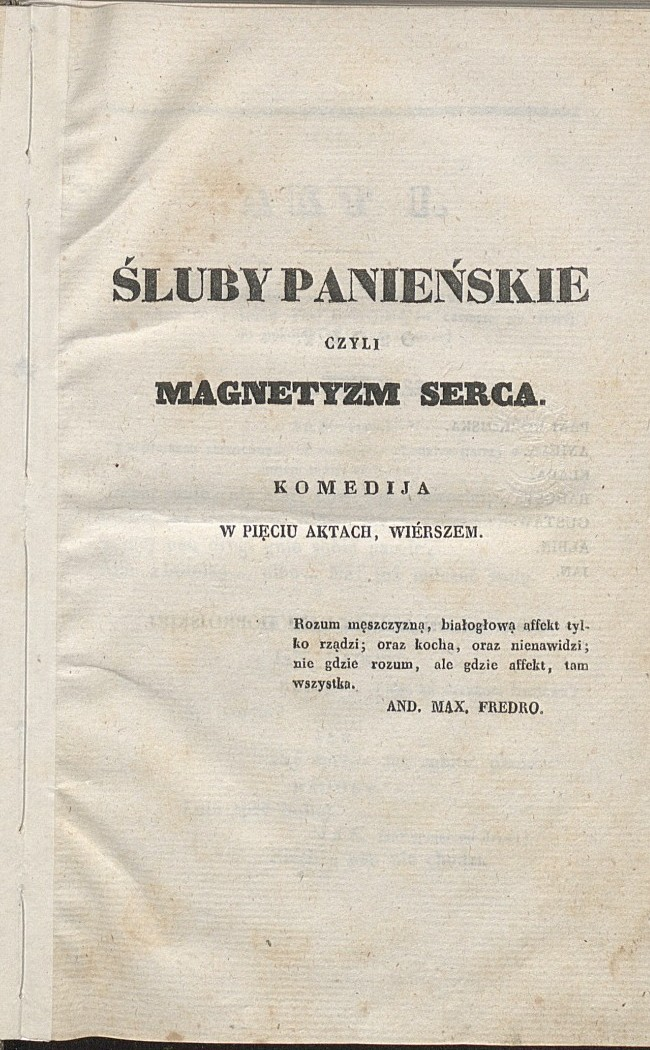

## S
- Śluby panieńskie (Jurăminte de copilă, 1833), de Aleksander Fredro

## T
- Tango (1973), de Sławomir Mrożek
- Tyrteusz de Jerzy Zawieyski

## U
- Uwaga, złe psy! (2006), de Remigiusz Grzela

## Z
- Żeglarz (Marinarul, 1925), de Jerzy Szaniawski
- Zemsta (Răzbunarea, 1834), de Aleksander Fredro